# Parapales brevicornis
Parapales brevicornis là một loài ruồi trong họ Tachinidae.